# 觀塘北
觀塘北（英語：Kwun Tong North，代號J3）是香港觀塘區議會下轄的選區，2023年設立，定為雙議席選區。

## 範圍
現時選區包括四順、安達臣道發展區及秀茂坪，南至將軍澳道、晒草灣、茶果嶺一帶，北連清水灣道，西至佐敦谷，東至安達臣道，與其接壤的選區有觀塘東南、觀塘中、觀塘西、黃大仙區議會的黃大仙東選區以及西貢區議會的西貢及坑口選區。
投票站設有十個，分別位於寧波第二中學、順利社區中心、順利紀律部隊宿舍會所、迦密梁省德學校、基督教勵行會羅桂祥安泰服務中心、光愛樂幼稚園（安泰）、基督教聖約教會堅樂小學、觀塘官立小學（秀明道）、寶達邨順德聯誼總會梁潔華幼稚園、秀茂坪天主教小學。

## 沿革
2023年香港選舉改革將區議會所有單議席選區取消，觀塘區定為四個雙議席選區，共選出八席民選議員。觀塘北選區由原有單議席的順天、雙順、安利、觀塘安泰、秀茂坪北、秀茂坪中、安達、秀茂坪南、寶達選區合併而成。
2023年區議會選舉，估算人口有164,725人，選民有101,521人。

## 歷屆議員
| 選區名稱 | 屆別           | 議員   | 政治聯繫 | 政治聯繫 | 議員   | 政治聯繫 | 政治聯繫 |
| -------- | -------------- | ------ | -------- | -------- | ------ | -------- | -------- |
| 觀塘北   | 2024年－2027年 | 張培剛 |          | 民建聯   | 符碧珍 |          | 創建力量 |

## 歷屆選舉結果
| 政党   | 政党              | 候选人    | 票数   | %      | ± |
| ------ | ----------------- | --------- | ------ | ------ | - |
|        | 獨立              | ①. 羅文   | 1,687  | 4.91%  |   |
|        | 民建聯            | ②. 張培剛 | 18,420 | 53.61% |   |
|        | 獨立              | ③. 黃曉東 | 2,460  | 7.16%  |   |
|        | 創建力量/公屋聯會 | ④. 符碧珍 | 11,787 | 34.31% |   |
| 多数票 | 多数票            | 多数票    | 6,633  |        |   |

## 資料來源
1. ↑   (PDF).   [2023年8月23日]. （原始内容 (PDF)存档于2023年10月20日） （繁体中文）.
2. ↑   (PDF).   [2023年11月17日].
3. ↑   (PDF). 選舉管理委員會. 2023-07-11  [2023-08-23]. （原始内容存档 (PDF)于2023-10-14）.
4. ↑   (PDF).   [2023-11-19]. （原始内容存档 (PDF)于2023-11-17）.
5. ↑   (PDF).   [2023-08-23]. （原始内容存档 (PDF)于2023-10-20）.
6. ↑   (PDF).   [2023-11-17]. （原始内容存档 (PDF)于2024-01-10）.